# Asia Rugby Women's Championship 2025
El Asia Rugby Women's Championship de 2025 fue la decimocuarta edición del torneo femenino de rugby.

## Equipos participantes
- Selección femenina de rugby de Hong Kong
- Selección femenina de rugby de Japón
- Selección femenina de rugby de Kazajistán

## Tabla de posiciones
| Pos. | Equipo     | Encuentros | Encuentros | Encuentros | Encuentros | Tantos  | Tantos    | Tantos     | Puntos Bonus | Puntos Totales |
| Pos. | Equipo     | jugados    | ganados    | empatados  | perdidos   | a favor | en contra | diferencia | Puntos Bonus | Puntos Totales |
| ---- | ---------- | ---------- | ---------- | ---------- | ---------- | ------- | --------- | ---------- | ------------ | -------------- |
| 1    | Japón      | 2          | 2          | 0          | 0          | 153     | 5         | +148       | 2            | 10             |
| 2    | Hong Kong  | 2          | 1          | 0          | 1          | 34      | 75        | -41        | 1            | 5              |
| 3    | Kazajistán | 2          | 0          | 0          | 2          | 12      | 119       | -107       | 0            | 0              |

Nota: Se otorgan 4 puntos al equipo que gane un partido y 2 al que empate
Puntos Bonus: 1 punto por convertir 4 tries o más en un partido y 1 al equipo que pierda por no más de 7 tantos de diferencia

### Partidos
| 15 de mayo | Japón | 90 - 0 | Kazajistán | Japan Base, Fukuoka |  |

| 20 de mayo | Hong Kong | 29 - 12 | Kazajistán | Japan Base, Fukuoka |  |

| 25 de mayo | Japón | 63 - 5 | Hong Kong | Japan Base, Fukuoka |  |

| Bandera de Japón |
| Campeón Japón    |
| Séptimo título   |